# 23791 Кейсонконлін
23791 Кейсонконлін (23791 Kaysonconlin) — астероїд головного поясу, відкритий 17 серпня 1998 року.
Тіссеранів параметр щодо Юпітера — 3,538.